# Nephele maculosa
Nephele maculosa là một loài bướm đêm thuộc họ Sphingidae. Nó chỉ được biết đên từ vành đai rừng xích đạo Congo-Cameroon.
Nó rất giống với Nephele funebris, nhưng lớn hơnd.